# Nosaczewicze
Nosaczewicze (ukr. Носачевичі) – wieś na Ukrainie, w obwodzie wołyńskim, w rejonie rożyszczeńskim.